# Wikstroemia huidongensis
Wikstroemia huidongensis är en tibastväxtart som beskrevs av C.Y. Chang. Wikstroemia huidongensis ingår i släktet Wikstroemia och familjen tibastväxter. Inga underarter finns listade i Catalogue of Life.